# Ex machina (comics)
Pour les articles homonymes, voir Ex machina.
Ex machina est un comics écrit par Brian K. Vaughan et dessinée par Tony Harris. Ses 54 épisodes ont été publiés de 2004 à 2010 par le label de DC Comics WildStorm.

## Synopsis
Mitchell Hundred, ingénieur et ancien super-héros sous le pseudonyme de « La Grande Machine », est élu maire de New York à la suite des attentats du 11 septembre 2001. La série décrit son mandat, ainsi que ses anciens agissements de super-héros.

## Publications

### Version originale
La série paraît d'abord en comic books à la périodicité en général mensuelle, republiés plus tard en trade paperbacks (tpbs) regroupant 5 numéros mensuels.
| Titre                                     | Numéros                                          | ISBN                 |
| ----------------------------------------- | ------------------------------------------------ | -------------------- |
| Ex machina Vol. 1: The First Hundred Days | Ex machina #1-5                                  | (ISBN 1-4012-0612-3) |
| Ex machina Vol. 2: Tag                    | Ex machina #6-10                                 | (ISBN 1-4012-0626-3) |
| Ex machina Vol. 3: Fact V. Fiction        | Ex machina #11-16                                | (ISBN 1-4012-0988-2) |
| Ex machina Vol. 4: March to War           | Ex machina #17-20 and Ex machina Special #1-2    | (ISBN 1-4012-0997-1) |
| Ex machina Vol. 5: Smoke Smoke            | Ex machina #21-25                                | (ISBN 1-4012-1322-7) |
| Ex machina Vol. 6: Power Down             | Ex machina #26-29 and Inside the Machine Special | (ISBN 1-4012-1498-3) |
| Ex machina Vol. 7: Ex Cathedra            | Ex machina #30-34                                | (ISBN 1-4012-1859-8) |
| Ex machina Vol. 8: Dirty Tricks           | Ex machina #35-39 and Ex machina Special #3      | (ISBN 1-4012-2519-5) |
| Ex machina vol. 9: Ring Out the Old       | Ex machina #40-44 and Ex machina Special #4      | (ISBN 1-4012-2694-9) |
| Ex machina Vol. 10: Term Limits           | Ex machina #45-50                                | (ISBN 1-4012-2836-4) |

La série est rééditée par la suite en édition deluxe hardcover:
| Titre                                     | Numéros                                                                 | ISBN                 |
| ----------------------------------------- | ----------------------------------------------------------------------- | -------------------- |
| Ex machina: The Deluxe Edition Book One   | Ex machina #1-11                                                        | (ISBN 1-4012-1814-8) |
| Ex machina: The Deluxe Edition Book Two   | Ex machina #12-20 and Ex machina Special #1-2                           | (ISBN 1-4012-2677-9) |
| Ex machina: The Deluxe Edition Book Three | Ex machina #21-29, Ex machina Special #3 and Inside the Machine Special | (ISBN 1-4012-2800-3) |
| Ex machina: The Deluxe Edition Book Four  | Ex machina #30-40                                                       | (ISBN 1-4012-2845-3) |
| Ex machina: The Deluxe Edition Book Five  | Ex machina #41-50 and Ex machina Special #4                             | (ISBN 1-4012-2999-9) |

### Traduction française
Panini édite la série en français entre 2005 et 2009 mais abandonne après 6 volumes.
La série est ensuite éditée en totalité par Urban Comics entre 2013 et 2016.

## Prix et récompenses
2005 : Prix Eisner de la meilleure nouvelle série